# Max Ryan
Max Ryan (Inghilterra, 2 gennaio 1967) è un attore britannico.

## Biografia
Attore caratterizzato dai precoci capelli bianchi, inizialmente intento a costruirsi una carriera nella motocross, dopo un incidente quasi mortale con la moto ha poi deciso di iniziare alla fine degli anni novanta una carriera d'attore, è principalmente noto per aver recitato nel ruolo di Pachenko in Death Race e in quello di Kane in Tokarev.

## Filmografia

### Cinema
- Kiss of the Dragon (2001)
- The Foreigner - Lo straniero (2003)
- La leggenda degli uomini straordinari (2003)
- Death Race (2008)
- Sex and the City 2 (2010)
- Tokarev (2014)
- Avamposto cinese (Chain of Command [Echo Effect]), regia di Kevin Carraway (2015)
- USS Indianapolis (2016)

### Televisione
- Il dolce suono del tradimento (His Deadly Affair), regia di Tara Cowell-Plain – film TV (2019)

## Doppiatori italiani
Nelle versioni in italiano delle opere in cui ha recitato, Max Ryan è stato doppiato da:
- Roberto Draghetti in Kiss of the Dragon
- Fabio Boccanera ne La leggenda degli uomini straordinari
- Pasquale Anselmo in Death Race
- Loris Loddi in Tokarev
- Davide Marzi in USS Indianapolis
- Carlo Scipioni ne Il dolce suono del tradimento